# Bišapur
Bišapur (perz. بیشاپور) je starovjekovni iranski grad smješten na jugu Falijana u pokrajini Fars (Pars), na drevnoj cesti koja je spajala Persis i Elam, odnosno sasanidske prijestolnice Istahr i Ktezifont. U današnje vrijeme je poznat pod imenom Kazerun. U gradu se nalaze mnogi vrijedni spomenici iz sasanidskog razdoblja.

## Vanjske poveznice
- Bishapur, Photos from Iran, Livius  Arhivirana inačica izvorne stranice od 10. studenoga 2016. (Wayback Machine).